# アルテモチル
アルテモチル(Artemotil)またはβ-アルテエテル(β-arteether)は、即効性の殺シゾント薬で、特にクロロキン耐性の熱帯熱マラリア原虫マラリアや脳マラリアの治療に用いられる。中国の植物であるクソニンジン由来の天然化合物であるアルテミシニンから半合成される。オランダのブロカセフが開発し、2000年に販売した。現在では、重症のマラリアに対する第二選択薬としてのみ用いられ、その治療効果はアルテメテルを上回らない。ジヒドロアルテミシニンのC10-β-エーテルである。

## 代謝
血漿中では3～12時間でピーク濃度に達し、血漿中での半減期は1～2日である。肝臓においてCYP3A4により脱エチル化されるとジヒドロアルテミシニンとなり、さらにグルクロン酸によってグリコシド化され、胆汁により排出される。